# モンターニュ大学
モンターニュ大学(Université des Montagnes)は、カメルーンのバンガンテにある非営利の私立大学。2000年に創立。
健康科学部（医学科、薬学科、歯学科、看護学科、獣医学科）、理工学部（コンピュータ科学・ネットワークマネジメント科、ネットワークマネジメント・遠距離通信科、医療機器科）がある。

## 歴史
モンターニュ大学の前身となる非営利組織が1993年にAED（Academy for Educational Development）によって設立された。
大学は2000年10月に43人の学生で最初の講義が行われた。